# Leuroperna
Leuroperna é um gênero de mariposa pertencente à família Acrolepiidae.